# Tom of Finland

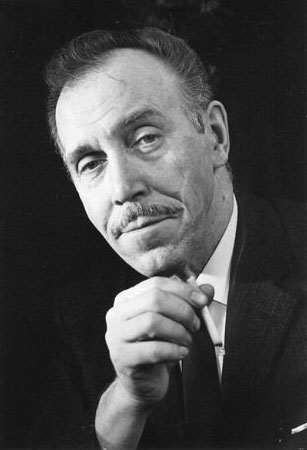
Tom of Finland

Tom of Finland (eigentlich Touko Valio Laaksonen; * 8. Mai 1920 in Kaarina, Finnland; † 7. November 1991 in Helsinki) war ein finnischer Künstler. Bekannt wurde er vor allem für seine homoerotischen Illustrationen.

## Leben
Mit 19 Jahren zog Laaksonen in die finnische Hauptstadt Helsinki. Er besuchte dort das Kunstkolleg und studierte Werbegrafik. Während des Krieges machte er die ersten Erfahrungen mit seiner Homosexualität. In den verdunkelten Nächten traf er in den Straßen der Hauptstadt andere Männer, darunter auch Soldaten der deutschen Wehrmacht in ihren Uniformen. Durch seine Erlebnisse inspiriert, begann er homoerotische Zeichnungen anzufertigen. Nach seinem Militärdienst begann Laaksonen in der Werbeindustrie zu arbeiten, widmete sich aber weiterhin in der Freizeit der Passion, seine erotischen Fantasien zeichnerisch zu Papier zu bringen. Er mied die damals aufblühende Homosexuellenszene, da er hier fast nur auf feminine Männer traf, jenen Typus Homosexueller, der ihm fremd war und mit dem er sich nicht identifizieren konnte.
Freunde empfahlen ihm, seine Zeichnungen an ein Magazin für Muskelmänner in den USA namens Physique Pictorial zu senden. Seine Arbeiten wurden 1957 unter dem Pseudonym Tom of Finland veröffentlicht und hatten auf Anhieb Erfolg in der Bodybuilder-Szene.
Es folgten Bücherillustrationen und Anthologien. Seit dem Jahre 1973 interessierten sich Museen und Galerien weltweit für seine Arbeiten.
1979 gründete Laaksonen mit seinem Freund Durk Dehner die Tom of Finland Company. Fünf Jahre später wurde die Kunst-Stiftung Tom of Finland Foundation gegründet, ein gemeinnütziges Unternehmen zur Förderung der erotischen Kunst.
1991 beschäftigte sich der Dokumentarfilm Daddy and the Muscle Academy – The Art, Life, and Times of Tom of Finland mit seiner Person. Im selben Jahr starb Tom of Finland an einem Schlaganfall als Folge eines Lungenemphysems.
2008 lancierte die französische Duftfirma Etat Libre d’Orange in Zusammenarbeit mit der Tom of Finland Foundation eine Sammlerkollektion eines Tom-of-Finland-Dufts.
Auf der Biennale in Venedig 2009 stellten die skandinavischen Künstler Elmgreen und Dragset als Kuratoren des nordischen Pavillons auch Arbeiten von Tom of Finland aus. Erstmals wurden diese damit einem breiten Publikum zugänglich. Unter anderem wurde seine zeichnerische Kopie von Michelangelos David mit deutlich vergrößertem Penis gezeigt.
Im September 2014 brachte die finnische Post eine Sonderbriefmarkenserie zu seinen Ehren heraus. Eine dieser drei Einzelmarken, grafisch gestaltet von Timo Berry, zeigt einen nackten Mann, der sich gegen den Schritt eines muskulösen Polizisten lehnt. Die Marke war innerhalb weniger Tage bereits in 178 Länder verkauft und gilt bereits als die am häufigsten nachgefragte finnische Briefmarke. Dem Sankt Petersburger Politiker Witali Milonow, der das russische Anti-Schwulen-Gesetz mitausgearbeitet hat, kam die Briefmarke vor die Augen, und er stellte fest, dass sie gegen nationale Gesetze verstoße. Er verlangte, dass die russische Post alle Sendungen, auf denen die Sonderbriefmarken kleben, an den Absender zurückschicken soll. Die Finnen forderte er auf, „davon Abstand zu nehmen, diese Marken zu verwenden, wenn Briefe nach Russland geschickt werden“. Die finnische Post freut sich jedoch über diese Art Marketing und die große Nachfrage nach den kleinen Kunstwerken. Es sei gelungen, „unserem Zeitgeist entsprechend Briefmarken zu drucken“.
2017 kam die Verfilmung seines Lebens mit dem Titel Tom of Finland (Regie: Dome Karukoski) in die Kinos.

## Dokumentationen
- Ilppo Pohjola (Autor), Kari Paljakka und Alvaro Pardo (Produzenten): Daddy and the Muscle Academy: Tom of Finland, Filmitakomo & YLE, Finnland, 1991, Länge ca. 58 Minuten